# Laterza
Laterza é uma comuna italiana da região da Puglia, província de Taranto, com cerca de 14.883 habitantes. Estende-se por uma área de 159 km², tendo uma densidade populacional de 94 hab/km². Faz fronteira com Castellaneta, Ginosa, Gioia del Colle (BA), Matera (MT), Santeramo in Colle (BA).

## Demografia
| Variação demográfica do município entre 1861 e 2011                               |
|                                                                                   |
| Fonte: Istituto Nazionale di Statistica (ISTAT) - Elaboração gráfica da Wikipedia |